# Parathona gratiosa
Parathona gratiosa är en insektsart som beskrevs av Blanchard 1840. Parathona gratiosa ingår i släktet Parathona och familjen dvärgstritar. Inga underarter finns listade i Catalogue of Life.